# قوس راحي سطحي
قوس راحي سطحي (بالإنجليزية: Superficial palmar arch)‏‏هو شريان يتفرعُ من شريان زندي، وفرع راحي سطحي للشريان الكعبري.

## فروعه
يخرجُ منه الفروع التالية:
- شرايين إصبعية راحية أصلية